# Saint-Vincent-de-Salers
 Saint-Vincent-de-Salers  es una población y comuna francesa, situada en la región de Auvernia, departamento de Cantal, en el distrito de Mauriac y cantón de Salers.

## Demografía
| 352 | 299 | 217 | 168 | 127 | 108 |
| Para los censos de 1962 a 1999 la población legal corresponde a la población sin duplicidades (Fuente: INSEE [Consultar]) |     |     |     |     |     |